# Joy Giovanni
Joy Giovanni (20 de janeiro de 1978) é uma atriz, ex-lutadora e modelo estadunidense. Joy ganhou destaque quando entrou para o plantel da WWE, onde trabalhou no programa SmackDown.

## Filmografia
- Pretty Cool Too (2007) - June
- When All Else Fails (2005)
- Instinct vs. Reason (2004)